# Kobeljaky
Kobeljaky (ukrainsk: Кобеля́ки, ukrainsk udtale: [kobeˈlʲɑkɪ]) er en by i Poltava oblast, Ukraine. Byen har 9.841 (2018) og 9.627 indbyggere (2021). Den fungerede indtil 2020 som det administrative centrum for Kobeljaky rajon og ligger nu i Poltava rajon.

## Historie
Under Anden Verdenskrig var Kobeljaky under tysk besættelse fra 15. september 1941 til 25. september 1943.

## Galleri
- Historisk bygning i Kobeljaky
- Rutebilstation
- Butikker i Kobeljaky
- Kompagnisegl for   Dnepr Pikeman Regiment (Russiske Kejserrige) i Kobeljaky